# 太田村 (岩手県稗貫郡)
太田村（おおたむら）は、昭和29年（1954年）まで岩手県稗貫郡にあった村。現在の花巻市太田にあたる。

## 地理
- 河川：豊沢川

## 沿革
- 明治22年（1889年）4月1日 - 町村制施行にともない、旧来の太田村単独で村制施行。
- 昭和20年（1945年）から昭和27年（1952年）にかけ、詩人で彫刻家の高村光太郎が独居自炊の生活を送っていた（高村山荘）。
- 昭和29年（1954年）4月1日 - 花巻町・宮野目村・矢沢村・湯口村・湯本村と合併し、花巻市となる。

## 行政
- 歴代村長

| 代     | 氏名         | 就任                       | 退任                       | 備考 |
| ------ | ------------ | -------------------------- | -------------------------- | ---- |
| 1      | 大内弘志     | 明治22年（1889年）6月5日   | 明治25年（1892年）1月3日   |      |
| 2      | 猫塚辰五郎   | 明治25年（1892年）1月28日  | 明治29年（1896年）1月27日  |      |
| 3      | 太田規教     | 明治29年（1896年）2月22日  | 明治32年（1899年）9月29日  |      |
| 4      | 宮森慶次郎   | 明治32年（1899年）10月5日  | 明治35年（1902年）9月10日  |      |
| 5      | 藤沢善次郎   | 明治36年（1903年）3月10日  | 明治39年（1906年）4月1日   |      |
| 6〜10  | 猫塚辰五郎   | 明治39年（1906年）7月17日  | 大正15年（1926年）6月3日   | 再任 |
| 11     | 泉沢七左ェ門 | 大正15年（1926年）7月8日   | 昭和4年（1929年）6月6日    |      |
| 12     | 戸来九左ェ門 | 昭和4年（1929年）7月19日   | 昭和8年（1933年）7月18日   |      |
| 13〜14 | 神武男       | 昭和8年（1933年）7月19日   | 昭和14年（1939年）5月15日  |      |
| 15     | 佐藤喜代太郎 | 昭和14年（1939年）6月1日   | 昭和18年（1943年）5月31日  |      |
| 16     | 宮森利右ェ門 | 昭和18年（1943年）6月1日   | 昭和20年（1945年）10月17日 |      |
| 17     | 神武男       | 昭和20年（1945年）10月18日 | 昭和21年（1946年）11月30日 |      |
| 18     | 高橋雅郎     | 昭和22年（1947年）4月8日   | 昭和26年（1951年）4月4日   |      |
| 19     | 藤田万之助   | 昭和26年（1951年）4月24日  | 昭和29年（1954年）3月31日  |      |